# حمام کهنه
حمام کهنه مربوط به دوره قاجار است و در شهرستان خرامه فارس ، پشت مسجد جامع  شهر واقع شده و این اثر در تاریخ ۲۶ اسفند ۱۳۸۶ با شمارهٔ ثبت ۲۲۰۹۰ به‌عنوان یکی از آثار ملی ایران به ثبت رسیده است که تاریخ ساخت این بنای تاریخی با حمام فین کاشان در یک سال ساخته شده است.